# Podgrad (Ilirska Bistrica, Slovenija)
Podgrad (tal. Castelnuovo d'Istria, njem. Neuhaus bei Illyr. Feistritz) je naselje na Krasu u slovenskoj Općini Ilirskoj Bistrici. Podgrad se nalazi u pokrajini Notranjskoj i statističkoj regiji Notranjsko-kraškoj. 

## Stanovništvo
Prema popisu stanovništva iz 2002. godine naselje je imalo 607 stanovnika.